# Palazzo di Sorgenfri

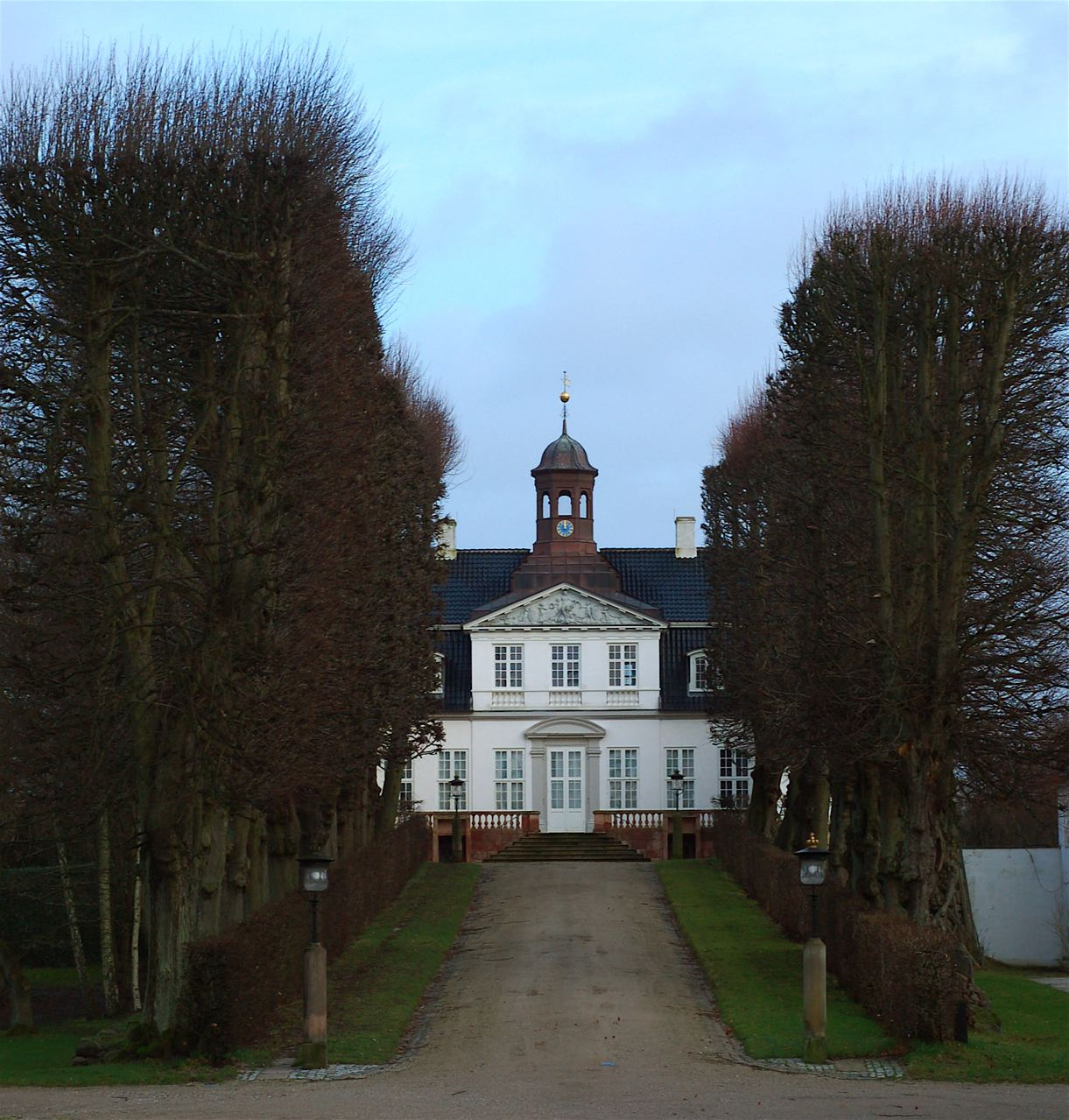
Palazzo di Sorgenfri

Il Palazzo di Sorgenfri (letteralmente senza preoccupazioni, come Sans Souci) è una residenza reale della monarchia danese, localizzata nel comune di Lyngby-Taarbæk, nella Grande Copenaghen.
Attualmente il palazzo è chiuso al pubblico, ma i giardini sono visitabili quando i sovrani non vi risiedono; il conte Cristiano di Rosenborg, figlio cadetto del principe Knud, e la moglie Anne-Dorte, vivono attualmente a Sorgenfri.

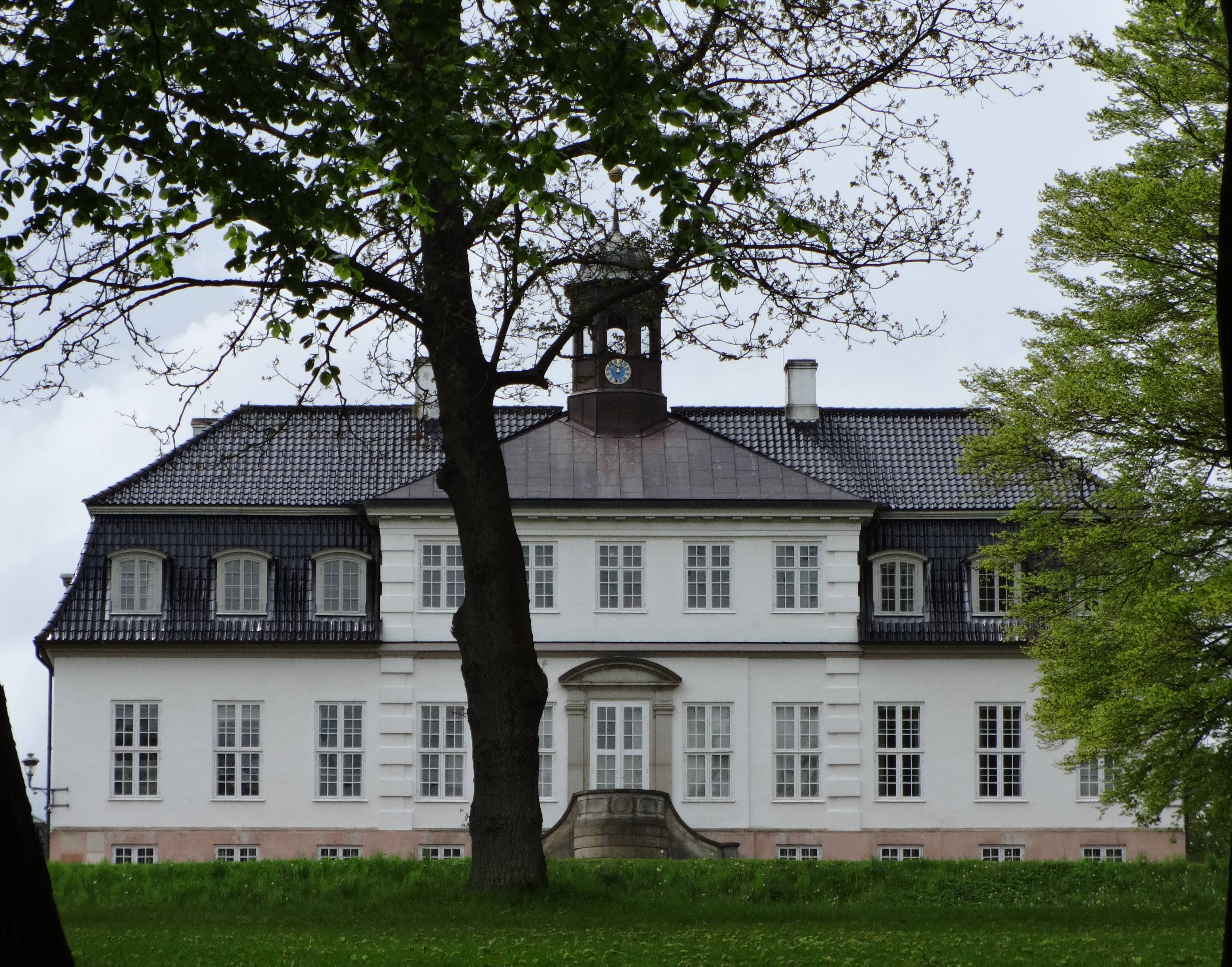
Palazzo di Sorgenfri

## Storia
Inizialmente una residenza di campagna, Sorgenfri venne costruito nel 1705-1706 per il nobiluomo di corte danese, conte Carl Ahlefeldt. Divenne per la prima volta residenza reale nel 1730, dopo essere entrato in possesso della famiglia reale.
Il principe della corona Federico, il futuro re Federico V, incaricò l'architetto reale Lauritz de Thurah, noto per aver rimodellato ed ingrandito il palazzo di Hirschholm, di costruire un'ala per i gentiluomini della corte.
Una volta salito al trono, Federico concesse l'uso del palazzo alla zia Sofia Carolina, principessa vedova della Frisia Orientale; nel 1756 essa ordinò quindi a de Thurah di demolire l'edificio e di farne un nuovo palazzo.
Tra il 1791 ed il 1794 il principe Federico, fratello di Cristiano VII, fece edificare l'attuale facciata neoclassica; anche la caratteristica cupola risale a quel periodo.
Sorgenfri fu la residenza estiva preferita di re Cristiano X e della moglie Alessandrina di Meclemburgo-Schwerin; entrambi i loro figli, Federico e Knud, nacquero qui. Knud e la moglie Carolina Matilde vissero nel palazzo di Sorgenfri fino alla loro morte, rispettivamente nel 1976 e 1995.

## Note

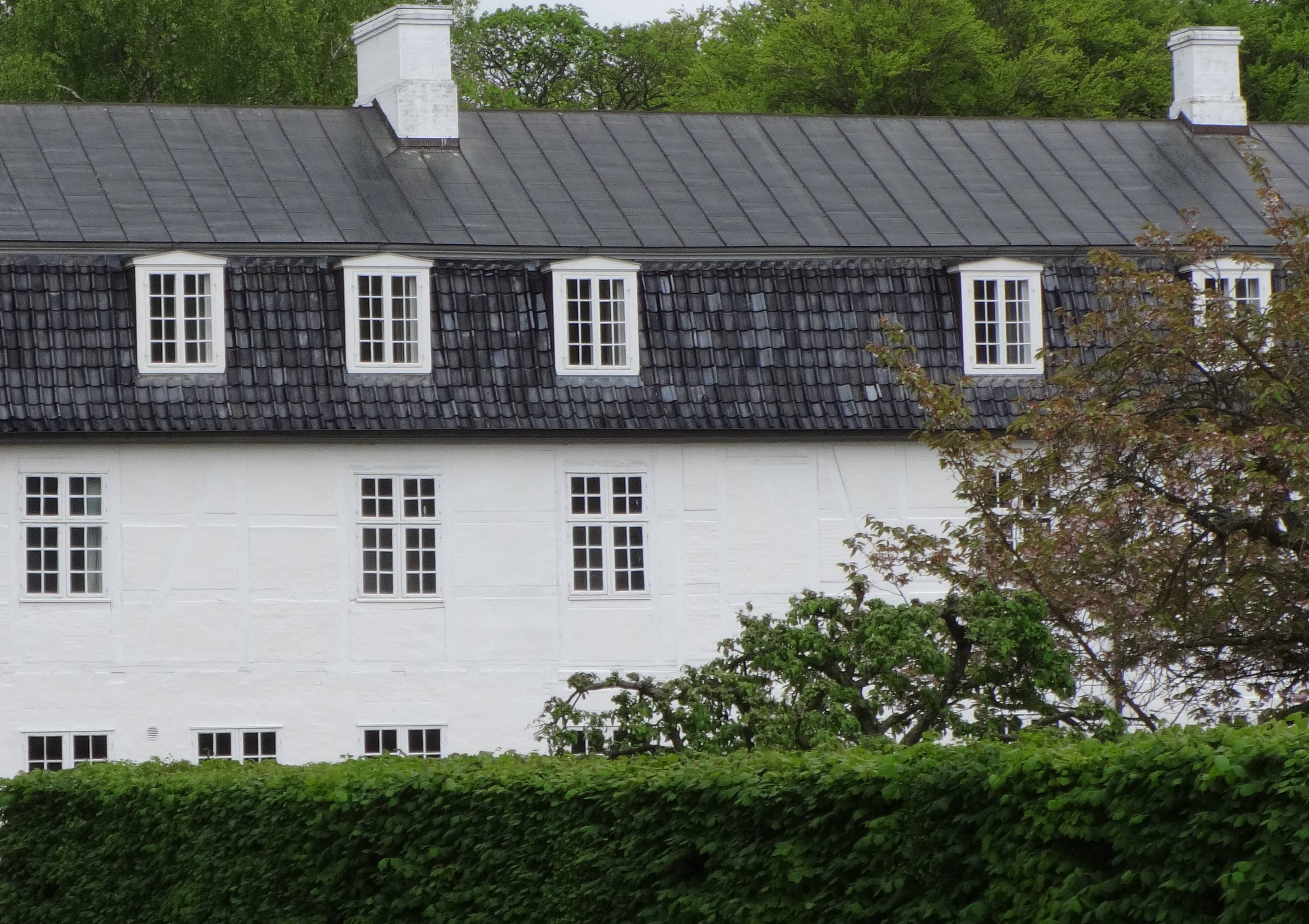
Annesso Damebygningen